# كريستوف ماينرز
كريستوف ماينرز (31 يوليو 1747 - 1 مايو 1810) هو فيلسوف ومؤرخ وكاتب ألماني ولد في وارستاد. أيد نظرية تعدد الأجيال البشرية. التحق بمدرسة غوتنغن للتاريخ وكان واحدًا من أعضائها.

## سيرته الذاتية
ولد تشيستوف ماينرز في وارستاد (جزء من همور حاليًا) بالقرب من أوترندورف. التحق بمدرسة ثانوية في بريمن عام 1763، وكان طالبًا في غوتنغن من 1767 إلى 1770. في عام 1772، أصبح أستاذًا ثانويًا، وفي عام 1775 أستاذًا بدوام كامل في جامعة غوتنغن. من 1788 إلى 1791، شارك في تحرير مجلة المكتبة الفلسفية المناهضة لفكر إيمانويل كانط. كتب عن التاريخ المقارن والتاريخ الثقافي. اشتهر في العصر الحديث بموقفه النقدي تجاه إيمانويل كانط وماري ولستونكرافت ومفهوم التنوير. توفي في غوتنغن. لاحقًا، أصبحت آراؤه الفكر المفضل للنازيين.

## تعدد الأجيال البشرية
كان ماينرز من مؤيدي نظرية تعدد الأجيال البشرية اعتقد أن كل عرق له أصل منفصل. كان ممارسًا مبكرًا للعنصرية العلمية. درس ماينرز الخصائص الجسدية والعقلية والأخلاقية لكل عرق، وبنى تسلسلًا هرميًا للعرق بناءً على الأدلة التي اعتُبرت شائعة في الأوساط العلمية والأنثروبولوجية في ذلك الوقت. قسّم ماينرز البشرية إلى قسمين هما: «العرق الأبيض الجميل» و«العرق الأسود القبيح». ادعى ماينرز في كتابه مخطط تاريخ البشرية أن السمة الرئيسية للعرق هي إما الجمال أو القبح. كان ينظر فقط إلى العرق الأبيض على أنه عرق جميل. اعتبر الأجناس القبيحة أقل شأنًا وغير أخلاقية وشبيهة بالحيوانات. زعم أن الشعوب السوداء القبيحة تختلف عن الشعوب البيضاء الجميلة بسبب افتقارها المحزن للفضيلة ورذائلها الرهيبة.
وفقًا لماينرز:
كلما كان الأشخاص أكثر ذكاءً ونباهة بطبيعتهم، كان جسدهم أكثر تكيفًا وحساسية ودقة وليونة؛ ومن ناحية أخرى، وكلما قل امتلاكهم للقدرة على ممارسة الفضيلة، زاد افتقارهم إلى القدرة على التكيف؛ وليس ذلك فحسب، بل كلما كانت أجسامهم أقل حساسية، زاد احتمال تعرضهم للألم الشديد أو التغير السريع بالشعور بين الحرارة والبرد عند التعرض للأمراض، وزادت سرعة تعافيهم من الجروح التي قد تكون قاتلة للشعوب الأكثر حساسية، وتمكنهم من تناول أسوأ الأطعمة وأصعبها هضمًا دون آثار جانبية ملحوظة.
ادعى ماينرز أن الزنجي يشعر بألم أقل مقارنة بأي عرق آخر ويفتقر إلى المشاعر. كتب ماينرز أن الزنجي لديه أعصاب قوية وبالتالي فهو ليس حساس كالأجناس الأخرى، ذهب إلى حد القول إن الزنجي «ليس لديه شعور إنسان، بالكاد أي شعور حيواني» سرد قصة حُكم فيها على زنجي بالإعدام بحرقه حيًا، خلال تنفيذ الحرق، طلب الزنجي تدخين غليونًا ودخنه وكأن شيئًا لم يكن يحدث بينما استمر بالاحتراق حيًا. درس ماينرز تشريح الزنجي وتوصل إلى استنتاج مفاده أن الزنوج لديهم أسنان وفكين أكبر من أي عرق آخر، لأن الزنوج جميعهم آكلات للحوم. ادعى ماينرز أن جمجمة الزنجي كانت أكبر لكن دماغه أصغر من أي عرق آخر. ادعى ماينرز أن الزنجي كان أكثر الأجناس غير الصحية على وجه الأرض بسبب النظام الغذائي السيئ للزنوج، وطريقة العيش ونقص الأخلاق التي ذكرها.
زعم ماينرز أيضًا أن الأمريكيين الأصليين السلالة الأدنى من الناس. ادعى كذلك أن الهنود لا يمكنهم التكيف مع مناخات مختلفة، وأنواع مختلفة من الطعام أو أنماط الحياة، وأنهم عندما يتعرضون لهذه الظروف الجديدة يقعون في «ظروف مميتة». درس ماينرز النظام الغذائي للهنود وقال إنه بإمكانهم تناول أي نوع من «المخلفات الكريهة» وأنهم يستهلكون كميات هائلة من الكحول. وفقًا لماينرز، فإن الهنود ممتلئون للغاية وهذا ما اكتشفه الفاتحون الإسبان عندما رشقوهم بسكاكينهم. ادعى ماينرز أن جلد أمريكي أصلي أكثر سمكًا من الثور.
كتب ماينرز أن أنبل عرق هو القلط، الذين تمكنوا من غزو أجزاء مختلفة من العالم، وكانوا أكثر حساسية للحرارة والبرد، ويظهر طعامهم الشهي من خلال الطريقة التي ينتقون بها ما يأكلونه. زعم ماينرز أن السلاف هم أدنى الأعراق، فهم «أقل حساسية وأكثر رضا عن تناول الطعام السيئ»؛ وسرد قصص السلاف الذين يأكلون الفطريات السامة دون التعرض لأي ضرر. ادعى أن تقنياتهم الطبية كانت متخلفة أيضًا كوضع السلاف المرضى في الأفران ثم جعلهم يتدحرجون في الثلج.
تحت السلاف، يوجد شعوب الشرق الأوسط وآسيا، وكلها محدودة الذكاء وذات تصرف سيئ، ويترافق ذلك مع الافتقار إلى القدرة على التكيف وانعدام الحساسية.